# 名号 (新城市)
名号（みょうごう）は、愛知県新城市の地名。

## 地理

### 字一覧
- 居沢（イザワ）[WEB 6]
- 井戸久保（イドクボ）[WEB 6]
- 大セド（オオセド）[WEB 6]
- 大六（オオロク）[WEB 6]
- 杉本（スギモト）[WEB 6]
- 丹野（タンノ）[WEB 6]
- 中村（ナカムラ）[WEB 6]
- 西山（ニシヤマ）[WEB 6]
- ハマイバ[WEB 6]
- 袋林（フクロバヤシ）[WEB 6]
- 横川（ヨコガワ）[WEB 6]

### 河川・池沼
- 宇連川

### 交通
- 国道151号
- 愛知県道519号七郷一色名号線
- 三遠南信自動車道鳳来峡インターチェンジ
- 別所街道

### 施設
- 石雲寺
- 名号処理場
- 六所神社
- 奥三河チャペル
- ひやひやランド

## 歴史

### 地名の由来
空海（弘法大師）が当地を訪れた際に南無阿弥陀仏の名号を書き残したというエピソードに由来するという。

### 沿革
- 江戸時代 - 三河国八名郡名号村として所在[1]。
- 1889年（明治22年） - 大野村大字名号となる[1]。
- 1890年（明治23年） - 大野村から再度分離し、名号村が成立[1]。
- 1906年（明治39年） - 七郷村大字名号となる[1]。
- 1956年（昭和31年） - 鳳来町大字名号となる[1]。
- 2005年（平成17年）10月1日 - 南設楽郡鳳来町名号が合併に伴い、新城市名号となる[WEB 7]。

### 人口の変遷
国勢調査による人口および世帯数の推移。
| 1995年（平成7年）  | 109世帯 329人 |  |
| 2000年（平成12年） | 76世帯 277人  |  |
| 2005年（平成17年） | 115世帯 309人 |  |
| 2010年（平成22年） | 74世帯 245人  |  |
| 2015年（平成27年） | 72世帯 205人  |  |
| 2020年（令和2年）  | 72世帯 176人  |  |

### WEB
1. ↑  “愛知県新城市の町丁・字一覧”.   人口統計ラボ. 2024年4月28日閲覧。
2. 1 2  総務省統計局 (2022年2月10日). “令和2年国勢調査の調査結果(e-Stat) - 男女別人口，外国人人口及び世帯数－町丁・字等” (CSV). 2023年8月2日閲覧。
3. ↑  “読み仮名データの促音・拗音を小書きで表記するもの(zip形式) 愛知県” (zip).   日本郵便 (2024年2月29日). 2024年3月26日閲覧。
4. ↑  “市外局番の一覧” (PDF).   総務省 (2022年3月1日). 2022年3月22日閲覧。
5. ↑  “ナンバープレートについて”.   一般社団法人愛知県自動車会議所. 2024年1月21日閲覧。
6. 1 2 3 4 5 6 7 8 9 10 11  “愛知県新城市名号の住所一覧”.   ゼンリン. 2024年5月11日閲覧。
7. ↑  “愛知県新城市の郵便番号一覧”.   日本郵便. 2024年5月2日閲覧。
8. ↑  総務省統計局 (2014年3月28日). “平成7年国勢調査の調査結果(e-Stat) - 男女別人口及び世帯数 －町丁・字等” (CSV). 2021年7月20日閲覧。
9. ↑  総務省統計局 (2014年5月30日). “平成12年国勢調査の調査結果(e-Stat) - 男女別人口及び世帯数 －町丁・字等” (CSV). 2021年7月20日閲覧。
10. ↑  総務省統計局 (2014年6月27日). “平成17年国勢調査の調査結果(e-Stat) - 男女別人口及び世帯数 －町丁・字等” (CSV). 2021年7月21日閲覧。
11. ↑  総務省統計局 (2012年1月20日). “平成22年国勢調査の調査結果(e-Stat) - 男女別人口及び世帯数 －町丁・字等” (CSV). 2021年7月21日閲覧。
12. ↑  総務省統計局 (2017年1月27日). “平成27年国勢調査の調査結果(e-Stat) - 男女別人口及び世帯数 －町丁・字等” (CSV). 2021年7月21日閲覧。

### 書籍
1. 1 2 3 4 5 6  「角川日本地名大辞典」編纂委員会 1989, p. 1308.